# 何塞·曼努埃爾·埃斯特帕·勞倫斯
何塞·曼努埃爾·埃斯特帕·勞倫斯（西班牙語：José Manuel Estepa Llaurens，1926年1月1日—2019年7月21日），西班牙籍天主教司鐸級樞機。也是西班牙軍中教長區榮休總主教。

## 生平
勞倫斯生於1926年1月1日，西班牙安達盧西亞自治區哈恩省的市鎮安杜哈爾。他在宗座薩拉曼卡大學學習哲學和在羅馬宗座額我略大學裡學習神學，在那裡他獲得了牧靈神學博士學位。他於1954年6月27日，在馬德里總教區晉鐸。
1972年10月15日晉牧，並被時任教宗保祿六世任命為馬德里總教區輔理主教，領銜提西里教區主教。1983年7月30日，改任命為西班牙軍宗座代牧區宗座代牧。1986年7月21日，時任教宗若望·保祿二世將宗座代牧區升格為西班牙軍中教長區，他也成為首任中教長區總主教。
直到2003年10月30日榮休，及由Francisco Pérez González接替成為西班牙軍中教長區正權總主教。他是六個宗座委員會成員。2010年11月20日，被時任教宗本篤十六世任為司鐸級樞機。